# Pflege- und Wohnqualitätsgesetz
Das bayerische Gesetz zur Regelung der Pflege-, Betreuungs- und Wohnqualität im Alter und bei Behinderung (Pflege- und Wohnqualitätsgesetz, kurz PfleWoqG) entstand im Rahmen der Föderalismusreform I und löste in einigen wesentlichen Teilen das Heimgesetz des Bundes ab. Es wurde am 8. Juli 2008 beschlossen und trat am 1. August 2008 in Kraft.
Das PfleWoqG regelt „stationäre Einrichtungen“ (Art. 2 Abs. 1), „besondere Wohnformen“ (Art. 2 Abs. 2), „ambulant betreute Wohngemeinschaften“ (Art. 2 Abs. 4) und „betreute Wohngruppen“ (Art. 2 Abs. 5).
Anders als das frühere Heimgesetz bietet das PfleWoqG eine Grundlage für ambulant betreuten Wohngemeinschaften (abWGs). Voraussetzung ist unter anderem, dass der Mietvertrag getrennt ist vom Pflege- bzw. Betreuungsvertrag (Art. 2 Abs. 3 Satz 3 Nr. 2), sodass die Dienstleistungsanbieter unabhängig vom Mietverhältnis frei wählbar sind und bleiben. Dadurch kann der Mieter den Pflege- und/oder Betreuungsdienst wechseln, ohne umziehen zu müssen. Pflege- und Betreuungsdienste dürfen dort nur einen Gaststatus haben; insbesondere dürfen sie keine Büroräume in oder in enger räumlichen Verbindung mit der Wohngemeinschaft haben (Art. 2 Abs. 3 Satz 3 Nr. 3).
Seit 1. August 2023 sieht das Pflege- und Wohnqualitätsgesetz in Art. 2 Abs. 4 neben „selbstgesteuerten ambulanten Wohngemeinschaften“ auch „trägergesteuerte ambulante Wohngemeinschaften“ vor.